# Raimundo Rabasa de Perellós
Raimundo Rabasa de Perellós y Rocafull (Valencia, 1635-La Valeta, 10 de enero de 1720), fue un aristócrata y militar español que llegó a ser el sexagésimocuarto Gran maestre de la Orden de Malta desde 1697 hasta su muerte.

## Biografía

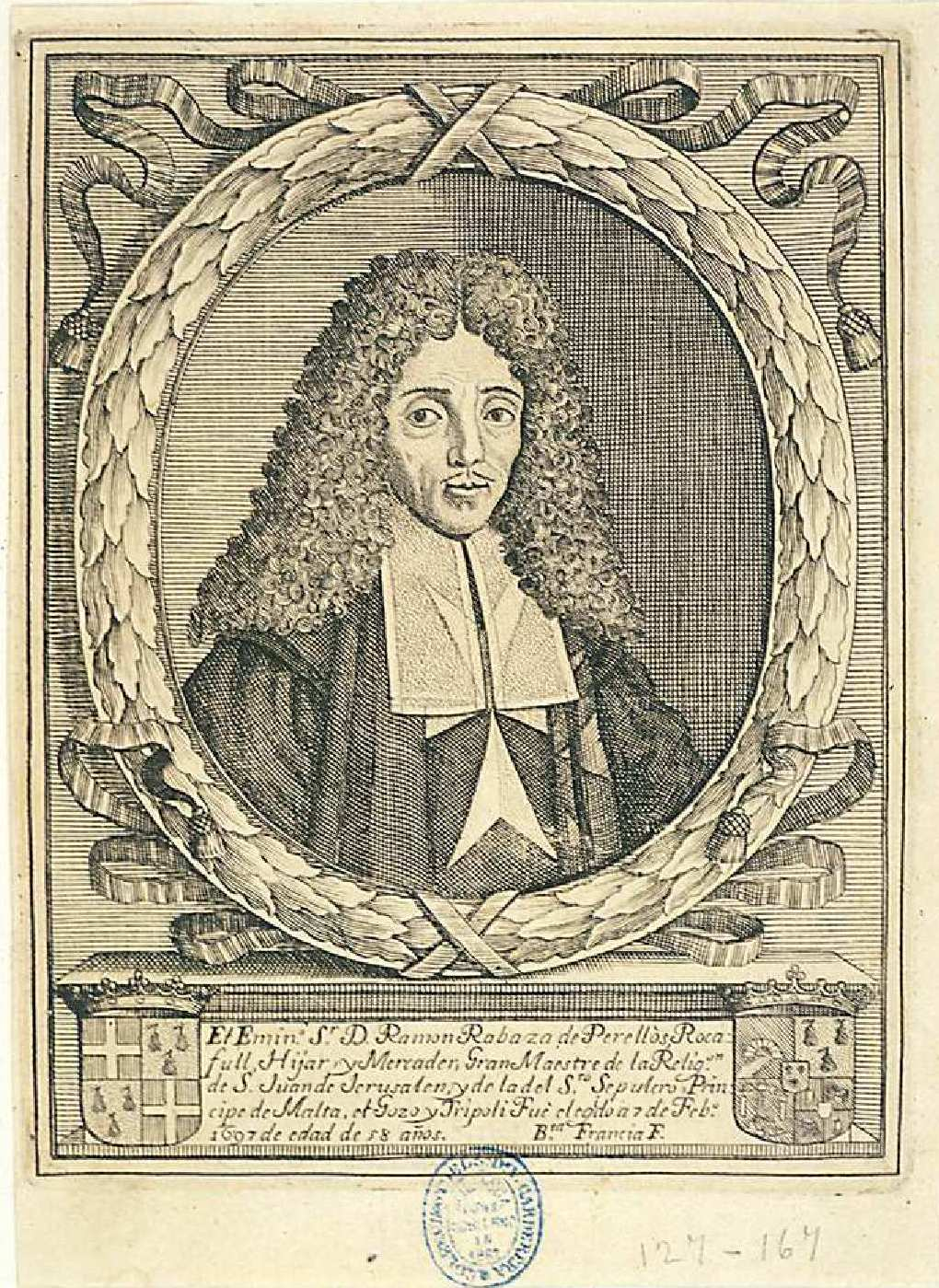
Ramón de Perellós y Rocafull, aguafuerte y buril de Juan Bautista Francia. Inscripción: El Emin.º S.r D. Ramon Rabaza de Perellòs, Roca / full, Hijar, y Mercader, Gran Maestre de la Relig.on / de S. Juan de Jerusalén y de la del S.to Sepulcro, Prín / cipe de Malta, et Gozo y Trípoli. Fue elegido a 7 de Feb.o / 1697 de edad de 58 años. Biblioteca Nacional de España.

Raimundo Rabasa era hijo del VIII señor de Benetúser y V barón de Dos Aguas y de su esposa, María de Rocafull y Vives de Boil.
A los dieciséis años ingresó, por tradición familiar, como caballero de la Orden de Malta. Sus prematuros méritos le hicieron acreedor de la Gran Cruz de la orden y de la bailía de Negroponte (Eubea), y pasó a ser miembro del Consejo Supremo del Gran maestre Adriano de Vignancourt.
En 1697 se convirtió en príncipe soberano de Malta y en Gran maestre de la Orden, y durante su mandato se produjo un notable crecimiento de la Hacienda, el ejército y la marina.
Felipe V le encomendó la lucha contra los corsarios en las costas levantinas entre 1713 y 1714.
Fue enterrado en la iglesia de San Juan de La Valeta, en un mausoleo esculpido por Giuseppe Mazzuoli.
| Predecesor: Adriano de Vignancourt | Gran maestre de la Orden de Malta 1697-1720 | Sucesor: Marc'Antonio Zondadari |